# Supercoppa d'Asia 1995
La Supercoppa d'Asia 1995 è stata la prima edizione della Supercoppa d'Asia e si è svolta il 29 luglio 1995 e il 2 agosto 1995, dove si sono affrontate la squadra vincitrice della Campionato d'Asia per club 1995, i tailandesi del Thai Farmers Bank, e la squadra vincitrice della Coppa delle Coppe dell'AFC 1994-1995, i giapponesi del Yokohama Flügels.
Il Yokohama Flügels si è aggiudicato il trofeo per la prima volta.

## Sommario
| Squadra 1         | Totale | Squadra 2        | Andata | Ritorno |
| ----------------- | ------ | ---------------- | ------ | ------- |
| Thai Farmers Bank | 3-4    | Yokohama Flügels | 1-1    | 2-3     |

### Andata
| Thailandia 29 luglio , 1995                                          | Thai Farmers Bank | 1 – 1     | Yokohama Flügels | Suphanburi |
| \| \| \| \| \| Netipong Srithong-in 88’ \| Marcatori \| 76’ Zinho \| |                   |           |                  |            |
|                                                                      |                   |           |                  |            |
| Netipong Srithong-in 88’                                             | Marcatori         | 76’ Zinho |                  |            |

### Ritorno
| Yokohama 2 agosto , 1995 | Yokohama Flügels | 3 – 2                                         | Thai Farmers Bank | Mitsuzawa Stadium |
| \| \| \| \| \| Evair 60’ Motohiro Yamaguchi 81’ Takayuki Yoshida 88’ \| Marcatori \| 35’ Phanuwat Yinphan 70’ Netipong Srithong-in \| |                  |                                               |                   |                   |
| |                  |                                               |                   |                   |
| Evair 60’ Motohiro Yamaguchi 81’ Takayuki Yoshida 88’                                                                                 | Marcatori        | 35’ Phanuwat Yinphan 70’ Netipong Srithong-in |                   |                   |